# Beercan
Beercan är en låt av den amerikanske musikern Beck. Låten släpptes som den tredje singeln från albumet Mellow Gold.
"Beercan" har spelats live av Beck över 170 gånger.  Efter tre års uppehåll spelades låten igen den 6 juni 2018.